# Pleurocleonus
Pleurocleónus — рід жуків родини Довгоносики (Curculionidae).

## Зовнішній вигляд
Жуки цього роду мають середній та досить великий розмір: 9.5-18 мм у довжину. Основні ознаки:
- головотрубка зверху із двома серединними кілями, між якими є борозенка;
- 1-й  членик джгутика вусиків довший за 2-й;
- передньоспинка з перетяжкою по боках поблизу прямого переднього краю, її задній край кутовидно витягнутий до щитка;
- надкрила при основі ширші за передньоспинку, опуклі зверху, їхні боки паралельні, проміжки між чіткими крапковими борозенками вкриті сіруватими загостреними волосоподібними лусочками, є голі чорні штрихоподібні плями;
- стегна та гомілки лише з внутрішнього боку мають щетинки, які стирчать, 1-й та 2-й членики задніх лапок видовжені, лапки знизу мають шипи, кігтики не зрослися.

Фотографії видів цього роду дивись на та.

## Спосіб життя
Невідомий, вказувалося лише про живлення одного виду — Pleurocleonus sollicitus — на полину.

## Географічне поширення
Ареал роду тяжіє до західної частини Півдня Палеарктики — від Молдови до Далекого Сходу. Два види цього роду зареєстровані в фауні України, причому у Pleurocleonus sollicitus через Україну проходить західна межа ареалу.

## Класифікація
У роді Pleurocleonus описано 3 види. Перелік їх наведено нижче, види української фауни виділені кольором:
- Pleurocleonus bicarinatus (Gebler. 1830) — Казахстан, Киргизстан, Західний та Східний Сибір, Монголія, Китай, Далекий Схід, Південна Корея
- Pleurocleonus quadrivittatus (Zoubkoff. 1829) — від Молдови до Західного Сибіру, Казахстану та Киргизстану
- Pleurocleonus sollicitus (Gyllenhal, 1834) — Україна, Південь Європейської частини Росії, Казахстан, Киргизстан, Західний та Східний Сибір, Монголія, Китай, Далекий Схід